# Anett Kontaveit
Anett Kontaveit (Tallin; 24 de diciembre de 1995) es una exjugadora de tenis de Estonia.
En 2017, alzó su primer título WTA en s-Hertogenbosch, Países Bajos. Además, Kontaveit ha ganado 11 títulos de individuales y 5 títulos de dobles en el circuito ITF. Tiene un mejor ranking histórico, la 2.ª mejor raqueta mundial, alcanzado en febrero de 2022.
Kontaveit ganó el Campeonato de Estonia en 2009 y nuevamente en 2010, siendo la jugadora más joven de Estonia en hacerlo.[cita requerida]
En el partido de la segunda ronda del Abierto de los Estados Unidos, cayó derrotada en casi 2 horas de partido ante la norteamericana Serena Williams, en su primer enfrentamiento por 6-7(4), 6-2 y 2-6.
El 20 de mayo de 2023 anunció, a través de sus redes sociales, su retirada inminente tras Wimbledon 2023, perdiendo contra Marie Bouzková por un resultado de 6-1 y 6-2, de esta manera se retira del tenis profesional tras casi 14 años de actividad tenística.

## Títulos WTA (6; 6+0)

### Individual (6)
| Leyenda                                |
| -------------------------------------- |
| Grand Slam (0)                         |
| Juegos Olímpicos (0)                   |
| WTA Finals (0)                         |
| P. Mandatory & Premier 5, WTA 1000 (0) |
| Premier, WTA 500 (3)                   |
| International, WTA 250 (3)             |

| N.º | Fecha                    | Torneo           | Superficie | Oponente en la final  | Resultado        |
| 1.  | 18 de junio de 2017      | 's-Hertogenbosch | Hierba     | Natalia Vikhlyantseva | 6-2, 6-3         |
| 2.  | 28 de agosto de 2021     | Cleveland        | Dura       | Irina-Camelia Begu    | 7-6(5), 6-4      |
| 3.  | 26 de septiembre de 2021 | Ostrava          | Dura (i)   | María Sákkari         | 6-2, 7-5         |
| 4.  | 24 de octubre de 2021    | Moscú            | Dura (i)   | Ekaterina Alexandrova | 4-6, 6-4, 7-5    |
| 5.  | 31 de octubre de 2021    | Cluj-Napoca II   | Dura (i)   | Simona Halep          | 6-2, 6-3         |
| 6.  | 13 de febrero de 2022    | San Petersburgo  | Dura (i)   | María Sákkari         | 5-7, 7-6(4), 7-5 |

#### Finalista (11)
| N.º | Fecha                    | Torneo        | Superficie        | Oponente en la final | Resultado     |
| 1.  | 16 de abril de 2017      | Biel          | Dura (i)          | Markéta Vondroušová  | 4-6, 6-7(6)   |
| 2.  | 23 de julio de 2017      | Gstaad        | Tierra batida     | Kiki Bertens         | 2-6, 6-3, 1-6 |
| 3.  | 29 de septiembre de 2018 | Wuhan         | Dura              | Aryna Sabalenka      | 3-6, 3-6      |
| 4.  | 28 de abril de 2019      | Stuttgart     | Tierra batida (i) | Petra Kvitová        | 3-6, 6-7(2)   |
| 5.  | 9 de agosto de 2020      | Palermo       | Tierra batida     | Fiona Ferro          | 2-6, 5-7      |
| 6.  | 7 de febrero de 2021     | Melbourne III | Dura              | Ann Li               | No jugada     |
| 7.  | 26 de junio de 2021      | Eastbourne    | Hierba            | Jeļena Ostapenko     | 3-6, 3-6      |
| 8.  | 17 de noviembre de 2021  | WTA Finals    | Dura              | Garbiñe Muguruza     | 3-6, 5-7      |
| 9.  | 26 de febrero de 2022    | Doha          | Dura              | Iga Świątek          | 2-6, 0-6      |
| 10. | 23 de julio de 2022      | Hamburgo      | Tierra batida     | Bernarda Pera        | 2-6, 4-6      |
| 11. | 2 de octubre de 2022     | Tallin        | Dura (i)          | Barbora Krejčíková   | 2-6, 3-6      |

## Títulos ITF

### Individual (11)
| Leyenda: Antes de 2016 | Leyenda: A partir de 2017 |
| ---------------------- | ------------------------- |
| Torneos de $100 000    |                           |
| Torneos de $75 000     | Torneos de $80 000        |
| Torneos de $50 000     | Torneos de $60 000        |
| Torneos de $25 000     |                           |
| Torneos de $15 000     | Torneos de $15 000        |
| Torneos de $10 000     | -                         |

| Finals by surface   |
| ------------------- |
| Dura (8–2)          |
| Tierra batida (2–1) |
| Césped (1–0)        |

| N.º | Fecha                 | Torneo                       | Superficie    | Oponentes          | Resultado        |
| --- | --------------------- | ---------------------------- | ------------- | ------------------ | ---------------- |
| 1.  | 24 de enero de 2011   | Tallin, Estonia              | Dura (i)      | Zuzana Luknárová   | 6-4, 4-6, 6-2    |
| 2.  | 1 de agosto de 2011   | Savitaipale, Finlandia       | Tierra batida | Lisanne van Riet   | 6-3, 6-1         |
| 3.  | 24 de octubre de 2011 | Estocolmo, Suecia            | Dura (i)      | Syna Kayser        | 6-4, 6-2         |
| 4.  | 20 de febrero de 2012 | Tallin, Estonia              | Dura (i)      | Katarzyna Piter    | 7-5, 6-4         |
| 5.  | 20 de agosto de 2012  | San Luis Potosí, México      | Dura          | Victoria Rodríguez | 6-1, 6-1         |
| 6.  | 13 de mayo de 2013    | Maratón, Grecia              | Dura          | Lucy Brown         | 6-4, 6-7(6), 6-3 |
| 7.  | 27 de mayo de 2013    | Moscú, Rusia                 | Tierra batida | Çağla Büyükakçay   | 6-1, 6-1         |
| 8.  | 29 de julio de 2013   | Izmir, Turquía               | Dura          | Başak Eraydın      | 3-6, 7-6(4), 6-0 |
| 9.  | 7 de octubre de 2013  | Margaret River, Australia    | Dura          | Irina Falconi      | 6-2, 6-4         |
| 10. | 1 de junio de 2015    | Eastbourne, Reino Unido      | Césped        | Ala Kudriávtseva   | 7-6(4), 7-6(2)   |
| 11. | 29 de enero de 2017   | Andrézieux-Bouthéon, Francia | Dura (i)      | Ivana Jorović      | 6-4, 7-6(5)      |

#### Finalista (3)
| N.º | Fecha                   | Torneo                | Superficie    | Oponentes             | Resultado |
| --- | ----------------------- | --------------------- | ------------- | --------------------- | --------- |
| 1.  | 9 de septiembre de 2013 | Podgorica, Montenegro | Tierra batida | Stephanie Vogt        | 4-6, 3-6  |
| 2.  | 10 de febrero de 2014   | Tallin, Estonia       | Dura (i)      | Timea Bacsinszky      | 3-6, 3-6  |
| 3.  | 17 de febrero de 2014   | Moscú, Rusia          | Dura (i)      | Aliaksandra Sasnovich | 3-6, 2-6  |

### Dobles (5)
| N.º | Fecha                | Torneos                 | Superficie    | Pareja           | Oponentes                        | Resultado        |
| --- | -------------------- | ----------------------- | ------------- | ---------------- | -------------------------------- | ---------------- |
| 1.  | 20 de agosto de 2012 | San Luis Potosí, México | Dura          | Emily Fanning    | Erin Clark Elizabeth Ferris      | 6-0, 6-3         |
| 2.  | 25 de marzo de 2013  | Tallin, Estonia         | Dura (i)      | Jeļena Ostapenko | Liudmila Kichenok Nadia Kichenok | 2-6, 7-5, [10-0] |
| 3.  | 29 de abril de 2013  | Edimburgo, Reino Unido  | Tierra batida | Jessica Ren      | Anna Smith Francesca Stephenson  | 6-2, 6-3         |
| 4.  | 29 de julio de 2013  | Izmir, Turquía          | Dura          | Polina Leikina   | Hülya Esen Lütfiye Esen          | 6-4, 7-5         |
| 5.  | 14 de abril de 2014  | Dothan, Estados Unidos  | Tierra batida | Ilona Kremen     | Shelby Rogers Olivia Rogowska    | 6-1, 5-7, [10-5] |

#### Finalista (3)
| N.º | Fecha                   | Torneos          | Superficie    | Pareja        | Oponentes                            | Resultado        |
| --- | ----------------------- | ---------------- | ------------- | ------------- | ------------------------------------ | ---------------- |
| 1.  | 24 de enero de 2011     | Tallin, Estonia  | Dura (i)      | Maret Ani     | Tamara Čurović Yevguenia Kryvoruchko | 6-7(8), 1-6      |
| 2.  | 13 de mayo de 2013      | Marathon, Grecia | Dura          | Laura Deigman | Lina Gjorcheska Despoina Vogasari    | 4-6, 6-2, [6-10] |
| 3.  | 2 de septiembre de 2013 | Moscú, Rusia     | Tierra batida | Olga Ianchuk  | Anna Shkudun Aliona Sotnikova        | 3-6, 4-6         |

## Torneos individuales por año

#### 2023
| N.º | Fecha                | Torneo               | Categoría  | Superficie    | Ronda | Oponente           |
| --- | -------------------- | -------------------- | ---------- | ------------- | ----- | ------------------ |
| 1   | 3 de enero de 2023   | Adelaida             | WTA 500    | Dura          | R32   | Zheng Qinwen       |
| 2   | 10 de enero de 2023  | Adelaida             | WTA 500    | Dura          | R32   | Paula Badosa       |
| 3   | 19 de enero de 2023  | Abierto de Australia | Grand Slam | Dura          | 2R    | Magda Linette      |
| 4   | 8 de febrero de 2023 | Abu Dabi             | WTA 500    | Dura          | OF    | Shelby Rogers      |
| 5   | 25 de abril de 2023  | Madrid               | WTA 1000   | Tierra batida | R128  | Karolína Muchová   |
| 6   | 12 de mayo de 2023   | Roma                 | WTA 1000   | Tierra batida | R64   | Liudmila Samsónova |
| 7   | 29 de mayo de 2023   | Roland Garros        | Grand Slam | Tierra batida | 1R    | Bernarda Pera      |
| 8   | 6 de julio de 2023   | Wimbledon            | Grand Slam | Hierba        | 2R    | Marie Bouzková     |

#### 2022
| N.º | Fecha                   | Torneo                    | Categoría  | Superficie    | Ronda | Oponente            |
| --- | ----------------------- | ------------------------- | ---------- | ------------- | ----- | ------------------- |
| 1   | 14 de enero de 2022     | Sídney                    | WTA 500    | Dura          | SF    | Barbora Krejčíková  |
| 2   | 20 de enero de 2022     | Abierto de Australia      | Grand Slam | Dura          | 2R    | Clara Tauson        |
| 3   | 13 de febrero de 2022   | San Petersburgo           | WTA 500    | Dura          | G     | María Sákkari       |
| 4   | 26 de febrero de 2022   | Doha                      | WTA 1000   | Dura          | F     | Iga Świątek         |
| 5   | 14 de marzo de 2022     | Indian Wells              | WTA 1000   | Dura          | R32   | Marie Bouzková      |
| 6   | 25 de marzo de 2022     | Miami                     | WTA 1000   | Dura          | R64   | Ann Li              |
| 7   | 22 de abril de 2022     | Stuttgart                 | WTA 500    | Tierra batida | CF    | Aryna Sabalenka     |
| 8   | 11 de mayo de 2022      | Roma                      | WTA 1000   | Tierra batida | R32   | Petra Martić        |
| 9   | 23 de mayo de 2022      | Roland Garros             | Grand Slam | Tierra batida | 1R    | Ajla Tomljanović    |
| 10  | 29 de junio de 2022     | Wimbledon                 | Grand Slam | Hierba        | 2R    | Jule Niemeier       |
| 11  | 23 de julio de 2022     | Hamburgo                  | WTA 250    | Tierra batida | F     | Bernarda Pera       |
| 12  | 29 de julio de 2022     | Praga                     | WTA 250    | Dura          | CF    | Anastasiya Potápova |
| 13  | 10 de agosto de 2022    | Canadá                    | WTA 1000   | Dura          | R32   | Jil Teichmann       |
| 14  | 18 de agosto de 2022    | Cincinnati                | WTA 1000   | Dura          | OF    | Zhang Shuai         |
| 15  | 1 de septiembre de 2022 | Abierto de Estados Unidos | Grand Slam | Dura          | 2R    | Serena Williams     |
| 16  | 2 de octubre de 2022    | Tallin                    | WTA 250    | Dura          | F     | Barbora Krejčíková  |
| 17  | 6 de octubre de 2022    | Ostrava                   | WTA 500    | Dura          | OF    | Tereza Martincová   |

## Torneos dobles por año

### Dobles femeninos

#### 2022
| N.º | Fecha                    | Compañera       | Torneo       | Categoría  | Superficie | Ronda |
| --- | ------------------------ | --------------- | ------------ | ---------- | ---------- | ----- |
| 1   | 10 de marzo de 2022      | Yelena Rybákina | Indian Wells | WTA 1000   | Dura       | R32   |
| 2   | 1 de julio de 2022       | Shelby Rogers   | Wimbledon    | Grand Slam | Hierba     | 2R    |
| 3   | 18 de agosto de 2022     | Sloane Stephens | Cincinnati   | WTA 1000   | Dura       | OF    |
| 4   | 28 de septiembre de 2022 | Erin Routliffe  | Tallin       | WTA 250    | Dura       | OF    |

### Dobles mixtos

#### 2023
| N.º | Fecha              | Compañero       | Torneo    | Categoría  | Superficie | Ronda |
| --- | ------------------ | --------------- | --------- | ---------- | ---------- | ----- |
| 1   | 7 de julio de 2023 | Emil Ruusuvuori | Wimbledon | Grand Slam | Hierba     | 2R    |